# Relaciones Perú-Suecia
Las Relaciones Perú-Suecia (en sueco: Peruansk-Svenska relationer) refieren a las relaciones entre la República del Perú y el Reino de Suecia.

## Historia
La embajada sueca original en Lima fue establecida en 1940. El edificio fue rediseñado en 1956, por el arquitecto J. Fussing.
Un asunto importante en las relaciones peruano-suecas ha sido el asunto del textil de Paracas. Una gran colección de artefactos textiles originarios de la antigua cultura Paracas, ubicada en el Perú moderno, fue ilegalmente sacada por el diplomático sueco Sven Karell en la década de 1930, violando las leyes peruanas sobre la exportación de antigüedades. Después de años de intentar recuperar los textiles, mantenidos en Gotemburgo, en 2013 las autoridades peruanas lograron negociar un acuerdo para su regreso gradual. Este intercambio comenzó en 2014, con algunos de los textiles puestos en exhibición en el Perú. El plan es tener toda la colección, que consta de 89 piezas separadas, devueltas en 2021.

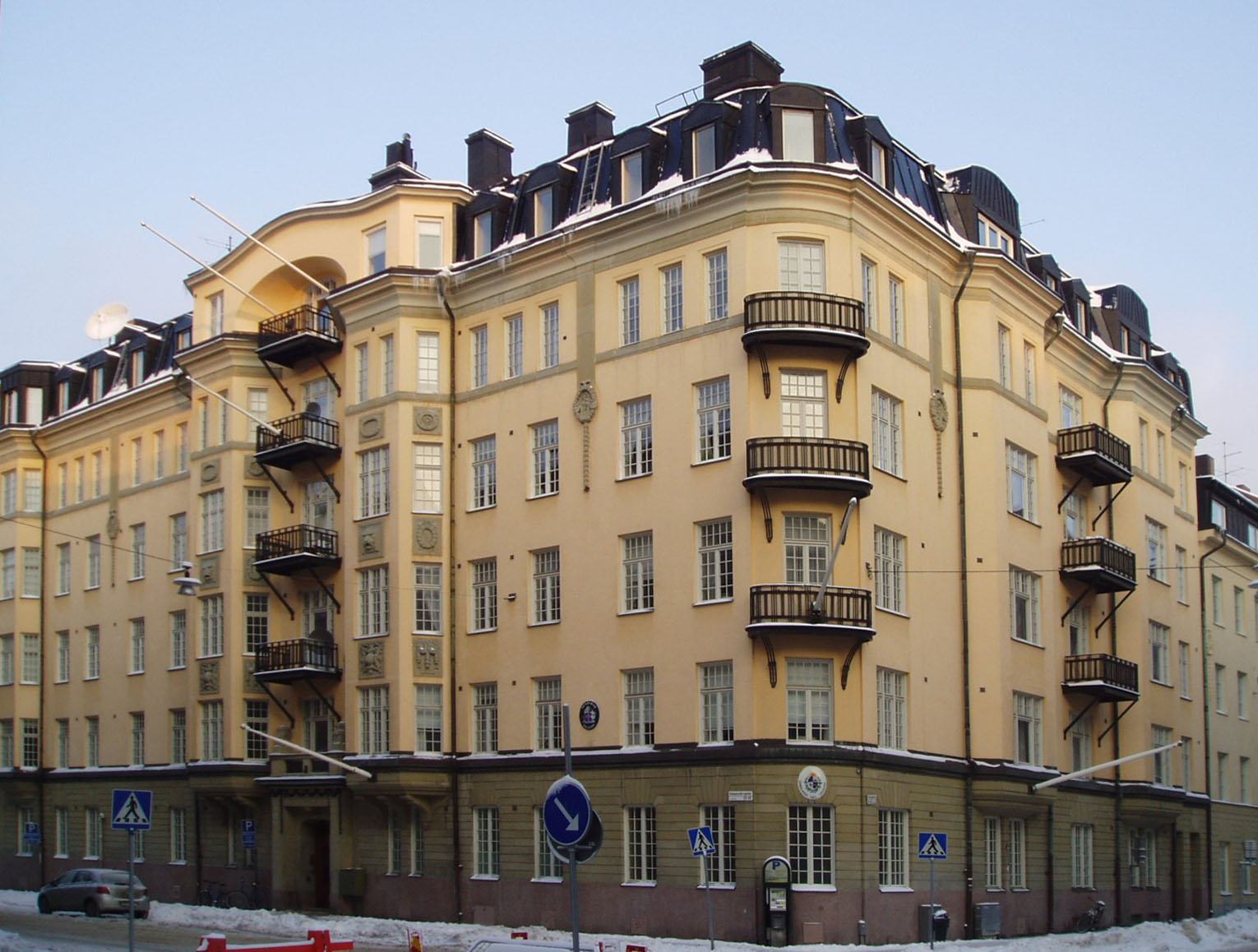
Embajada del Perú en Estocolmo.

## Misiones diplomáticas residentes
- Perú tiene una embajada en Estocolmo.[5]
- Suecia está acreditado ante Perú desde su embajada en Santiago, Chile.[6]